# Jürgen Cain Külbel
Jürgen Cain Külbel (n. Turingia; 1956) es un periodista alemán.
Investigó el asesinato de Rafik Hariri.

## Obras
- Mordakte Hariri, Unterdrückte Spuren im Libanon, Edition Zeitgeschichte Band 34, 2006 (ISBN 3-89706-860-5)